# Trémauville
Trémauville är en kommun i departementet Seine-Maritime i regionen Normandie i norra Frankrike. Kommunen ligger i kantonen Fauville-en-Caux som tillhör arrondissementet Le Havre. År 2022 hade Trémauville 100 invånare.

## Befolkningsutveckling
Antalet invånare i kommunen Trémauville
| Referens: INSEE |